# Cantonul La Machine
Cantonul La Machine este un canton din arondismentul Nevers, departamentul Nièvre, regiunea Burgundia, Franța.

## Comune
| Comune                 | Populație (1999) | Cod poștal | Cod INSEE |
| ---------------------- | ---------------- | ---------- | --------- |
| Béard                  | 167              | 58160      | 58025     |
| Druy-Parigny           | 337              | 58160      | 58105     |
| La Machine             | 3 563            | 58260      | 58151     |
| Saint-Léger-des-Vignes | 2 082            | 58300      | 58250     |
| Saint-Ouen-sur-Loire   | 500              | 58160      | 58258     |
| Sougy-sur-Loire        | 585              | 58300      | 58280     |
| Thianges               | 188              | 58260      | 58291     |